# Plymouth Prowler
Plymouth Prowler — родстер, выполненный в ретро стиле от американского автоконцерна Chrysler Corporation. Производился небольшими сериями в 1997 году и с 1999 по 2002 годы.

## История «Бродяги»
Своим появлением на свет «Бродяга» (так с английского переводится слово Prowler) обязан президенту «Крайслера» Бобу Лутцу.
В мае 1990 года в дизайн-студии Pacifica Design Center в Карлсбаде, штат Калифорния, был проведен конкурс под названием «Ярмарка идей». Среди огромного количества идей была картонка размером 3 на 5 дюймов с рисунком и пояснительной надписью: "Ретро в стиле «Хот род»". В ноябре того же года эту студию посещает Боб Лутц и ему на глаза попадается этот самый рисунок. Будучи авантюрным человеком он загорается этой идеей.
Через год глава Pacifica Design Том Тремонт впервые называет проект по имени Prowler. «Добро» на разработку «Бродяги» было получено в июле 1992 года. Дебют был запланирован на Североамериканском Мотор-шоу в Детройте через шесть месяцев.
В октябре 1992 года был выбран цвет для будущего автомобиля — это фиолетовая двухслойная краска с потрясающим эффектом глубины. По словам самого Гейла, «глубиной в метр». Специально для этой краски была разработана особая грунтовка, тоже фиолетовая. Поэтому даже в местах царапин и сколов цвет покрытия оставался прежним.
В январе 1993 года Prowler был представлен на выставке в Детройте. Решено было собирать «Бродягу» не на основном производстве, а вручную, но выпуск должен быть серийный. Через год «Праулер» вновь появляется на публике — на Детройтском международном автосалоне. Это был тот же самый концепт-кар, что и год назад. Однако это уже был пример готовящейся серийной модели.
Президент «Крайслера» Боб Лутц, Председатель совета директоров Боб Итон и вице-президент Франсуа Кастень в августе 1994 года лично опробуют первый «Праулер» на полигоне в Челси, штат Мичиган. Свою поездку Боб Итон завершил словами: «Я хочу забрать его домой». Для тестовых заездов «Бродяга» был тщательно замаскирован кузовом от джипа «Ранглер» с вырезанным днищем. Этот странный автомобиль был прозван «Пранглером» .
Как серийный автомобиль «Праулер» был представлен на выставке в Детройте в январе 1997 года. Посетители выставки в это не верят.
В марте 1997 году был собран шестнадцатый «Праулер», последний из пилотной серии. Планировалось собирать по 20 машин в день. Первый серийный «Праулер» покинул Conner Avenue Assembly спустя два месяца, в июне 1997-го. К концу 1997 года было собрано 457 «Праулеров». Причем все были одного цвета, фиолетового «в метр глубиной».
В 2001 году Plymouth Prowler был переименован в Chrysler Prowler.

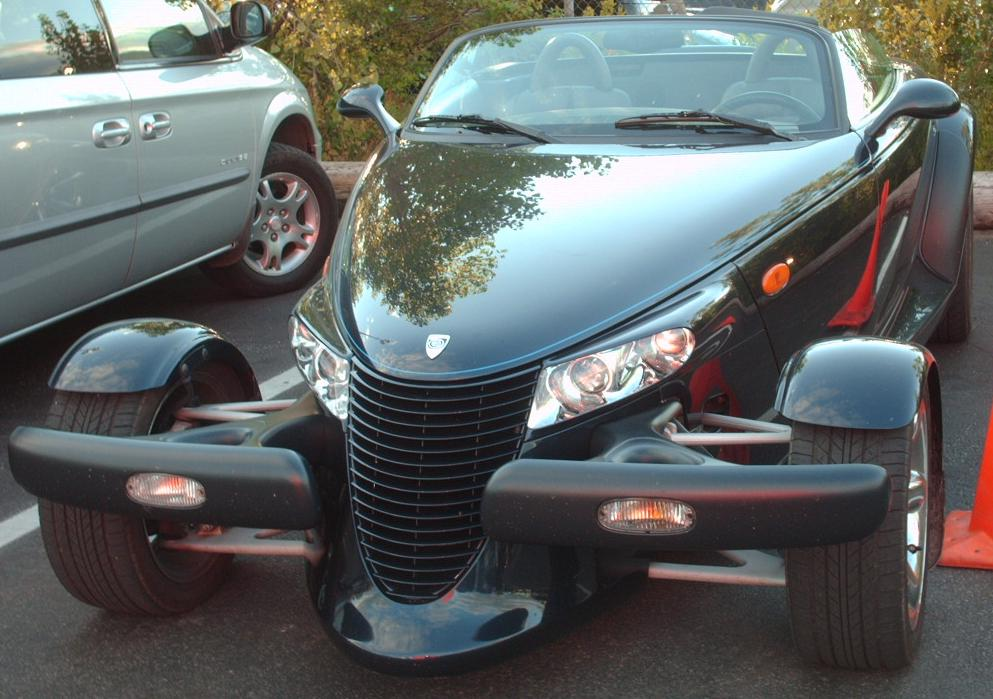

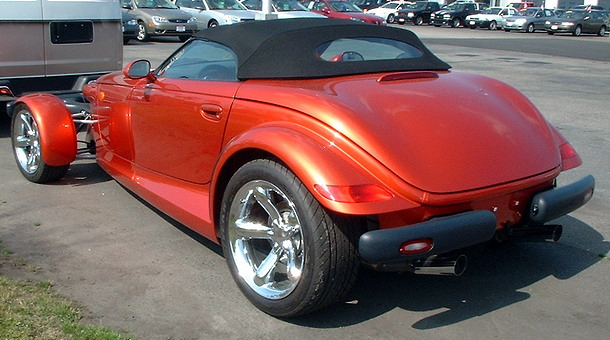

## Производство
В период с 1997 по 2001 «Бродяга» выпускался под названием Plymouth Prowler, а с 2001 по 2002 под названием Chrysler Prowler.

### Количество выпущенных автомобилей
| Годы производства      | Количество выпущенных автомобилей |
| 1997                   | 457                               |
| 1999                   | 3921                              |
| 2000                   | 2746                              |
| 2001                   | 3142                              |
| 2002                   | 1436                              |
| Всего Plymouth Prowler | 8532                              |
| Всего Chrysler Prowler | 3170                              |
| Общее количество       | 11 702                            |

### Цены
- 1997 — $38 300
- 1999 — $39 300
- 2000 — $43 000
- 2001 — $44 225
- 2002 — $44 625